# Odette Joyeux
Odette Joyeux (* 5. Dezember 1914 in Paris; † 26. August 2000 in Grimaud) war eine französische Schauspielerin und Schriftstellerin.
Als junges Mädchen erhielt Odette Joyeux eine Ausbildung als Tänzerin an der berühmten Pariser Oper, wurde dann aber als Filmschauspielerin und Schriftstellerin tätig. Sie war vor allem im französischen Film der 30er Jahre und der 40er Jahre erfolgreich; später trat sie noch im Film von Max Ophüls Der Reigen hervor.
Von 1935 bis 1945 war sie mit dem bekannten französischen Schauspieler Pierre Brasseur verheiratet, mit dem sie den 1936 geborenen Sohn Claude hatte, der ebenfalls ein anerkannter Schauspieler war.
1958 heiratete Odette Joyeux in zweiter Ehe den Kameramann und Regisseur Philippe Agostini.
Odette Joyeux veröffentlichte ca. ein Dutzend Bücher, von denen jedoch nur einige wenige in Deutschland veröffentlicht wurden. Größere Beachtung erfuhr der autobiographisch geprägte Roman Côté Jardin (dt. Titel: Ballettzauber), in welchem die Autorin eigene Erlebnisse aus ihrer Zeit als Ballettschülerin der Pariser Oper schildert und einen eindrucksvollen Blick hinter die Kulissen auf die harte, oft verkannte Welt des klassischen Balletts gewährt. 1966 wurde das Buch unter dem Titel L’âge heureux von Philippe Agostini verfilmt und als Die verbotene Tür in vier Teilen im deutschen Fernsehen gesendet. In dem stimmungsvollen Film spielte Odette Joyeux selbst die Mutter der kindlichen Hauptdarstellerin Delphine Desyeux.

## Veröffentlichung (Auswahl)
- Ballettzauber. Goldmann Verlag, München 1974, ISBN 3-442-20110-1 (neue Ausgabe: Delphine über den Dächern. Ein Ballettroman aus Paris. Aus dem Französischen von Hildegard Lest. Insel Verlag, Berlin 2020, ISBN 978-3-458-36494-8)

## Filmographie (Auswahl)
Darstellerin
- 1938: Theaterliebe (Entrée des artistes)
- 1942: Liebesheirat (Le mariage de chiffon)
- 1943: Irrwege der Herzen (Douce)
- 1945: Sylvia und das Gespenst (Sylvie et le fantôme)
- 1946: Für eine Liebesnacht (Pour une nuit d’amour)
- 1950: Der Reigen (La ronde)

Drehbuch
- 1956: Die Braut war viel zu schön (La mariée est trop belle)
- 1956: Meine Frau, mein Junge und ich... (Ma femme, mon gosse et moi)